# Крабб, Джордж
Джордж Крабб (англ. George Crabbe, 1754—1832) — английский поэт, врач и священник, энтомолог-любитель.

## Биография
Джордж Крабб родился 24 декабря 1754 года в городке Олдборо в графстве Саффолк в семье учителя, с раннего детства интересовался литературой. 
В 1768 году стал учеником врача, позже — хирургом; свою первую книгу стихов опубликовал самостоятельно в 1775 году, а в 1780 году отправился в Лондон, намереваясь зарабатывать себе на жизнь поэзией. Его покровителем был Эдмунд Бёрк. Более всего известен реалистичной формой повествования в своих произведениях и описанием в них повседневной жизни людей из рабочего и среднего класса. Одним из первых известных произведений является поэма «Деревня», написанная в 1783 году.
Поклонниками творчества Крабба были Джейн Остин, Байрон, Вальтер Скотт, Уильям Вордсворт.
Джордж Крабб умер 3 февраля 1832 года и был похоронен в церкви Святого Якова в Троубридже.
Творчество Крабба стало образцом для Эдгара Ли Мастерса и его Антологии Спун-Ривер (1915). Эпистолярная поэма Крабба Боро (опубл. 1810) легла в основу оперы Бенджамина Бриттена Питер Граймc (1945).
Джордж Крабб упоминается в начале романа Сомерсета Моэма «Луна и грош». Его стихами интересовался Джим Моррисон.